# Celastrus oblanceifolius
Celastrus oblanceifolius är en benvedsväxtart som beskrevs av Wang och Tsoong. Celastrus oblanceifolius ingår i släktet Celastrus och familjen Celastraceae. Inga underarter finns listade.